# Parque Taipas
O Parque de Taipas é um pequeno bairro, localizado na região de taipas na cidade de São Paulo. Fica próximo a Parada de Taipas e faz limite com a Serra da Cantareira. 

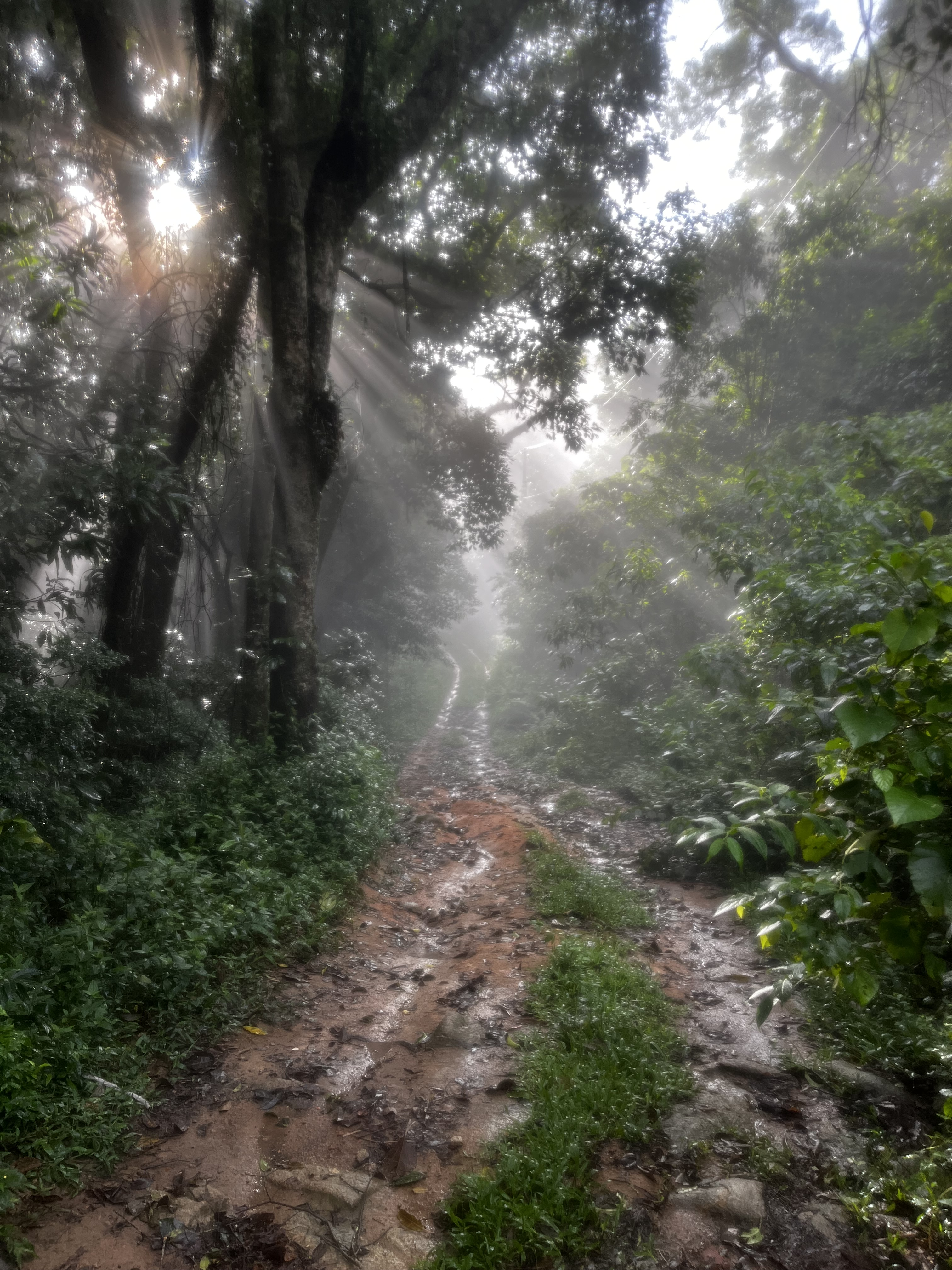
Trilha próximo a Parque Taipas, na Serra da Cantareira.

O Parque de Taipas cresceu muito de uns anos para cá; De acordo com a Prefeitura de São Paulo, tem 1500 moradias e cerca de 15 mil pessoas. No Parque de Taipas passará o Rodoanel Trecho Norte com obras iniciadas em 12/03/2013 com previsão de término para 2016. A Principal via de acesso ao bairro é a Avenida Fernando Mendes de almeida que faz limite com a Avenida Deputado Cantídio Sampaio. Como qualquer bairro, Parque Taipas tem seus problemas, estes como; Saneamento básico (esgotos ao ar livre e sem o tratamento adequado), vias esburacadas, não tem área de lazer, alguns pontos com pobreza extrema, ônibus lotados e muitas outras coisas.
O bairro tem duas linhas de ônibus, estas sendo; Parque de Taipas Terminal Cachoeirinha (9008/10) e Parque de Taipas Terminal Pirituba (9023/10) que recorrentemente é encontrado lotado todos os dias .